# Agapito Martínez Ansuátegui
Agapito Martínez Ansuátegui (Benlloc, Plana Alta, 19 de gener de 1948) ha estat un metge i polític valencià, diputat en la primera legislatura de les Corts Valencianes.

## Biografia
Llicenciat en medicina, sembla que va ser un actiu lluitador antifranquista, i en setembre de 1975 fou detingut sota l'acusació de formar part del FRAP. Després militaria en el PSPV-PSOE fou elegit diputat per la circumscripció de Castelló a les eleccions a les Corts Valencianes de 1983. Ha estat vocal de les comissions de Governació i Administració Local i de Política Social i Ocupació de les Corts Valencianes. També ha estat autor del Mapa Sanitari de la Comunitat Valenciana. No va revalidar l'escó. Posteriorment (2009) ha estat cap del servei de qualitat assistencial de la Direcció general d'Atenció de Qualitat i Atenció del Pacient de la Conselleria de Sanitat de la Generalitat Valenciana.